# Arraiolos
Arraiolos ist eine Kleinstadt (Vila) und ein Kreis (Concelho) in Portugal mit 3133 Einwohnern (Stand 19. April 2021). Der Ort ist besonders für seine Wollteppiche bekannt.
Die Arraiolos-Gruppe, ein Zusammenschluss nicht-exekutiver europäischer Staatsoberhäupter, ist nach der Stadt benannt, da sie hier 2003 ihr erstes Treffen abhielt.

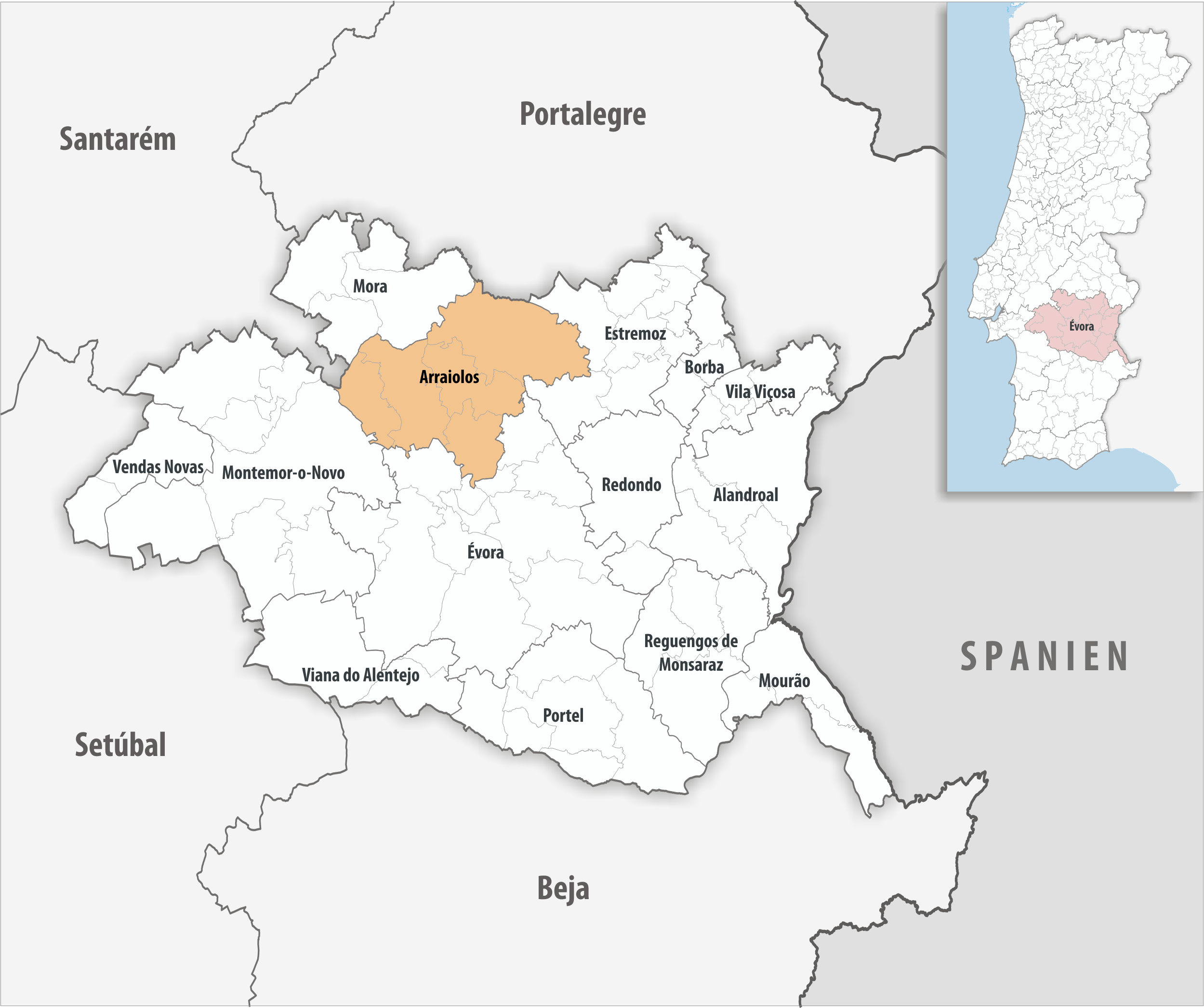
Kreis Arraiolos

|  |

## Geschichte
Funde deuten auf eine Anwesenheit des Menschen mindestens seit der Jungsteinzeit. Vermutlich wurde der Ort als Calantia um 360 v. Chr. von Keltiberern gegründet, andere Quellen nennen Sabiner, Tusculer und Albaner als Gründer. Unter den Römern war es als Calantica ein Ort der Provinz Lusitanien. Der spätere Ortsname leitet sich indes von dem antiken griechischen Statthalter Rayeo oder auch Rayo ab, der hier 200 v. Chr. regierte. Über Terras de Rayo und Terra Rayola (dt.: „Land des Rayo“), damals als Rayopolis und Rayolis (dt.: „Stadt des Rayo“), weiter über Rayolo und dann Arrayolo, ist der heutige Ortsname entstanden.
Nach dem Einfall vor allem germanischer Stämme (Goten, Vandalen, Alamannen, Sueben u. a.), die die Römer als Herrscher der Iberischen Halbinsel ablösten, eroberten 414 die Alanen Arraiolos. Nach 711 nahmen die Mauren auch diesen Ort ein, in ihrem achtjährigen Feldzug, mit dem sie auf der Iberischen Halbinsel ihren Herrschaftsbereich des al-Andalus errichteten. Über die explizite Geschichte des Ortes Arraiolos seit dem Ende der römischen Herrschaft ist dabei jedoch nicht viel bekannt. Im Verlauf der Reconquista wurde der Ort dann wieder häufiger erwähnt. König D.Afonso II. gab das Gebiet mit dem Ort Arraiolos im Jahr 1217 dem Bischof von Évora, D.Soeiro II.
Erste Stadtrechte erhielt Arraiolos 1290, nach anderen Quellen 1310. König D.Dinis ließ ab 1305 hier eine Burg errichten. Nach seinen Verdiensten in der Portugiesischen Revolution 1383 erhielt Nuno Álvares Pereira ab 1387 das Gebiet, und er lebte einige Zeit in Arraiolos.
Aus Lissabon vertriebene Mauren ließen sich hier im 15. Jahrhundert nieder und begründeten die Tradition der farbenfrohen Wollteppiche, für die der Ort bis heute bekannt ist. König D.Manuel I. erneuerte 1511 die Stadtrechte Arraiolos im Zuge seiner Verwaltungsreformen.
Der Kreis von Arraiolos wurde 1835 dem Distrikt Évora angegliedert. 1855 erlebte der Kreis seine Auflösung und seine Eingliederung in den Kreis Vimieiro. Von 1895 bis 1898 gehörte Arraiolos dem Kreis von Mora an, um seither wieder eigenständig zu sein.

## Kultur und Sehenswürdigkeiten
Nach ihrer Vertreibung aus dem Lissabonner Mouraria-Viertel blieben die hier wohlgelittenen Mauren im Ort und führten ihr Handwerk der Woll-Teppiche fort. Für die Qualitätsteppiche ist der Ort bis heute bekannt.
Der Ort liegt direkt an der 1908 eröffneten Bahnstrecke von Évora nach Mora, dem Ramal de Mora. Sie wurde 1988 stillgelegt und ist heute in eine Ecovia (Radwanderweg) umgewandelt.

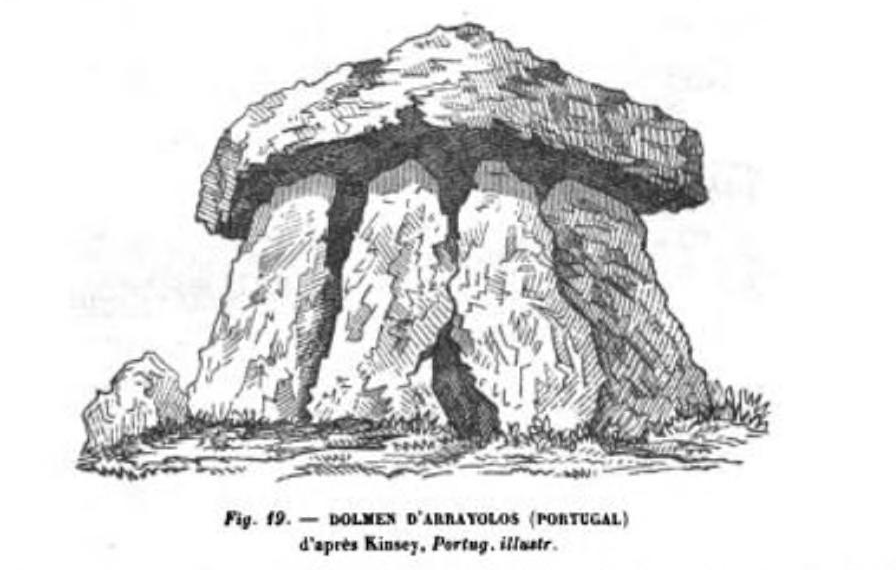
Anta da Vila de Arraiolos

Die Megalithanlage (port.: Anta) Anta da Vila de Arraiolos ist über 5000 Jahre alt. Weitere archäologische Ausgrabungsstätten sind die römische aus dem 2. bis 3. Jahrhundert an der Kirche Santana, und die mittelalterliche Burg Castelo de Arraiolos aus dem 14. Jahrhundert. Diese geht auf ein etwa 2500 v. Chr. errichtetes Bronzezeit-Dorf und eine etwa 1000 v. Chr. errichtete Befestigung der Castrokultur zurück.
Zu den Baudenkmälern des Ortes zählen des Weiteren verschiedene historische private und öffentliche Gebäude, darunter das Kino-, das Postgebäude, das ehemalige Krankenhaus und der Bahnhof. Auch einige Sakralbauten sind denkmalgeschützt, etwa die manieristisch-barocke Igreja da Misericórdia de Arraiolos aus dem 16. Jahrhundert.

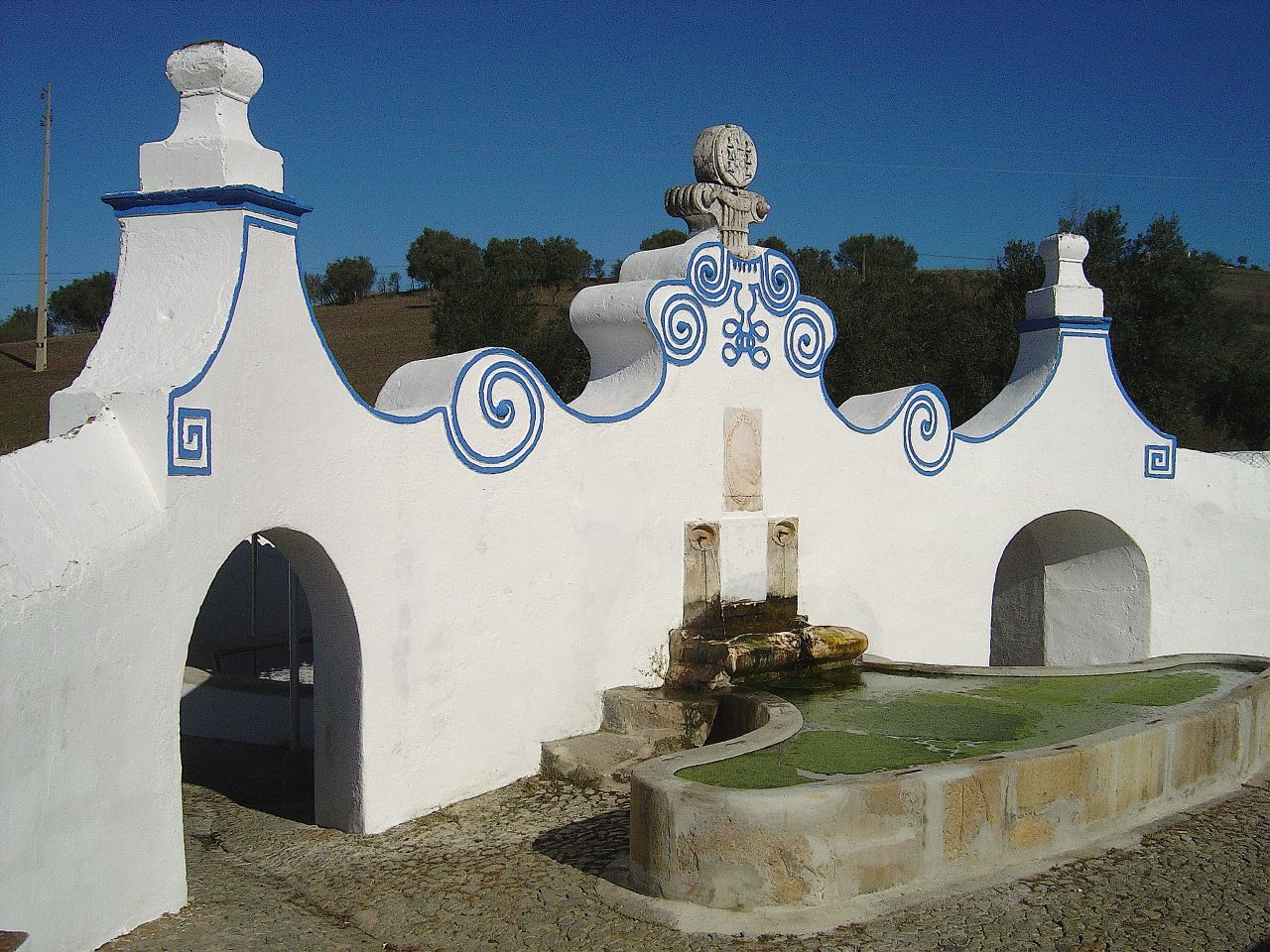
Denkmalgeschützte Brunnenanlage in Arraiolos

Zudem steht der historische Ortskern als Ganzes unter Denkmalschutz.
Das ehemalige Kloster Convento Nossa Senhora da Assunção aus dem 16. Jh. wurde inzwischen in eine Pousada umgewandelt.

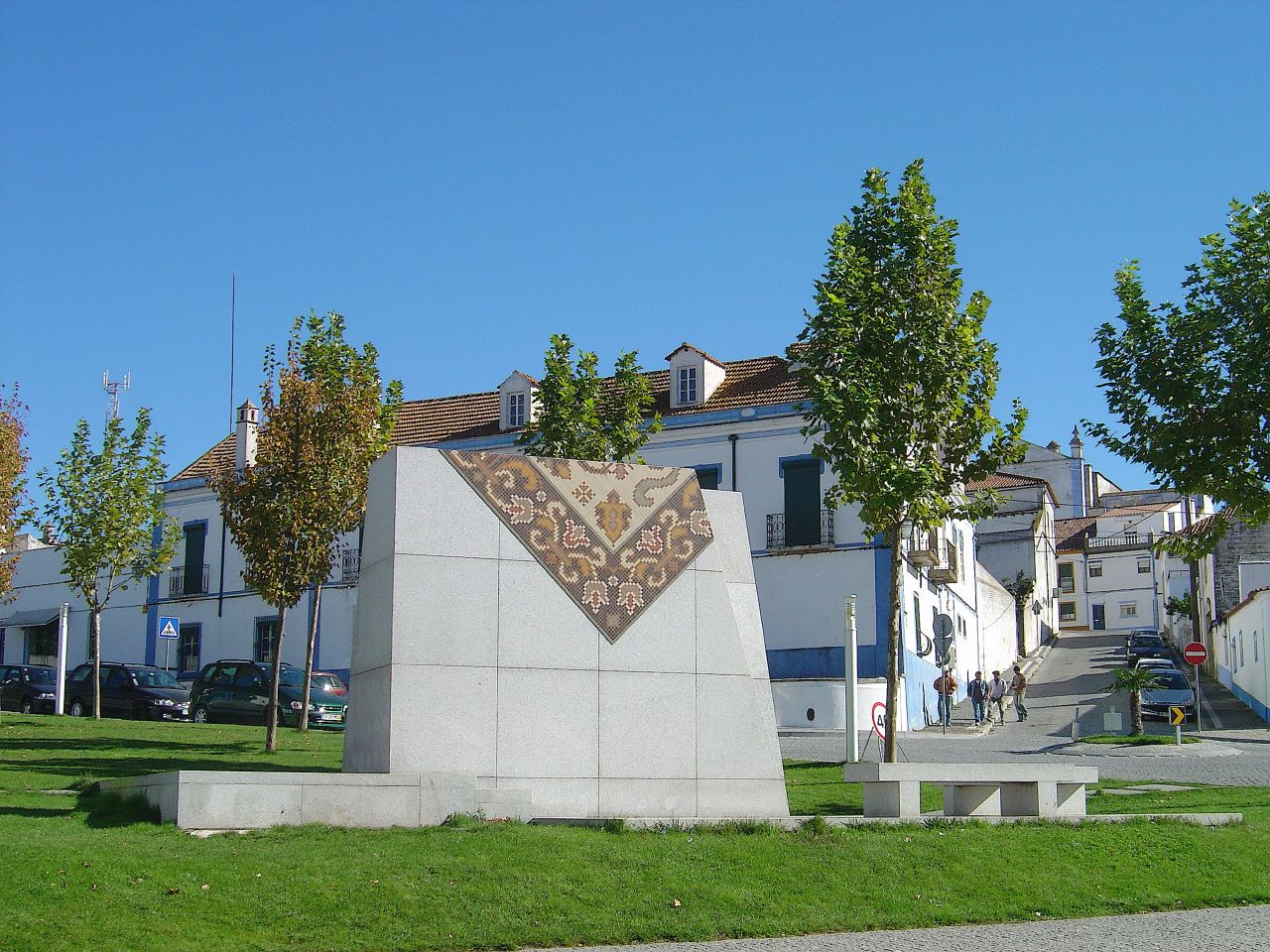
Denkmal für die Teppiche von Arraiolos

## Verwaltung

### Kreis
Arraiolos ist Sitz eines gleichnamigen Kreises. Die Nachbarkreise sind (im Uhrzeigersinn im Norden beginnend): Mora, Sousel, Estremoz, Évora, Montemor-o-Novo sowie Coruche.
Mit der Gebietsreform im September 2013 wurden mehrere Gemeinden zu neuen Gemeinden zusammengefasst, sodass sich die Zahl der Gemeinden von zuvor sieben auf fünf verringerte.
Die folgenden Gemeinden (freguesias) liegen im Kreis Arraiolos:
| Gemeinde                   | Einwohner (2021) | Fläche km² | Dichte Einw./km² | LAU- Code |
| -------------------------- | ---------------- | ---------- | ---------------- | --------- |
| Arraiolos                  | 3.133            | 146,08     | 21               | 070201    |
| Gafanhoeira e Sabugueiro   | 740              | 83,40      | 9                | 070208    |
| Igrejinha                  | 961              | 84,53      | 11               | 070202    |
| São Gregório e Santa Justa | 437              | 117,19     | 4                | 070209    |
| Vimieiro                   | 1.335            | 252,56     | 5                | 070206    |
| Kreis Arraiolos            | 6.606            | 683,76     | 10               | 0702      |

### Bevölkerungsentwicklung
| Einwohnerzahl im Kreis Arraiolos (1801–2011) | Einwohnerzahl im Kreis Arraiolos (1801–2011) | Einwohnerzahl im Kreis Arraiolos (1801–2011) | Einwohnerzahl im Kreis Arraiolos (1801–2011) | Einwohnerzahl im Kreis Arraiolos (1801–2011) | Einwohnerzahl im Kreis Arraiolos (1801–2011) | Einwohnerzahl im Kreis Arraiolos (1801–2011) | Einwohnerzahl im Kreis Arraiolos (1801–2011) | Einwohnerzahl im Kreis Arraiolos (1801–2011) | Einwohnerzahl im Kreis Arraiolos (1801–2011) |
| -------------------------------------------- | -------------------------------------------- | -------------------------------------------- | -------------------------------------------- | -------------------------------------------- | -------------------------------------------- | -------------------------------------------- | -------------------------------------------- | -------------------------------------------- | -------------------------------------------- |
| 1801                                         | 1849                                         | 1900                                         | 1930                                         | 1960                                         | 1981                                         | 1991                                         | 2001                                         | 2011                                         |                                              |
| 3887                                         | 4053                                         | 8738                                         | 11260                                        | 12786                                        | 9000                                         | 8040                                         | 8000                                         | 7363                                         |                                              |

### Kommunaler Feiertag
- Christi Himmelfahrt

## Verkehr
Seit der Stilllegung der Eisenbahnlinie Ramal de Mora 1988 hat der Ort keinen Anschluss an das Bahnnetz des Landes. Er ist in das landesweite Busnetz der Rede Expressos eingebunden.
Arraiolos hat über die Nationalstraße N4 Anschluss an die 20 km südwestlich gelegene Anschlussstelle Nr. 4 (Montemor-o-Novo-Este) der Autobahn A6 (hier auch Europastraße 90).

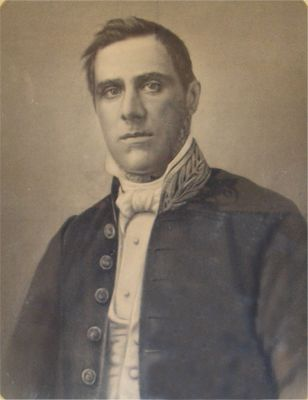
Joaquim Heliodoro da Cunha Rivara

## Söhne und Töchter der Stadt
- Joaquim Heliodoro da Cunha Rivara (1809–1879), Arzt, Hochschullehrer, Indienforscher und Politiker
- José Caeiro da Mata (1877–1963), Außenminister
- Máximo Homem de Campos Rodrigues (1879–1927), Arzt und Politiker, Regierungschef des Distriktes Évora
- Simão César Dórdio Gomes (1890–1976), Maler
- José Félix Mira (1901–1981), Agrarunternehmer und Politiker, Regierungschef des Distriktes Évora